# 無有利安
無有 利安（むう りあん）は、日本の漫画家。無有利安と博恵夏樹の2人の共同ペンネーム。一般向けでは「むうりあん」名義、成年向けでは「無有利安」名義で活動している。

## 来歴
2007年、「ナオくんと静香ちゃん」で『コミックレヴォリューション』（フランス書院）よりデビュー。
主に成年向け漫画を執筆し、『COMIC RIN』・『コミックエルオー』・『Juicy』（いずれも茜新社）などを経て、「むうりあん」名義にて4コマ漫画『ゾンビが出たので学校休み。』をウェブコミック配信サイト『まんがライフWIN』（竹書房）2014年2月から2016年6月まで連載。
同じく「むうりあん」名義にて、2015年「遊んで! まんがのお兄さん」を、『コミック電撃だいおうじ』（アスキー・メディアワークス）21号から2017年41号まで連載した。
また『好色少年』（茜新社）、成人向け「ショタコン（ふたなり含む）」のアンソロジーコミック・同人誌なども執筆している。
同人サークル「オロリヤ鉛筆堂」を博恵夏樹と共宰し、コミックマーケット等の同人誌即売会に参加している。

## 作風
一部の作品におけるストーリーやキャラクターについては、アニメやゲームにインスパイアされた・オマージュやパロディ、モチーフとしたことを後書きなどで明かしている。

## 作品リスト

### 一般向け
漫画
- 『ゾンビが出たので学校休み。』竹書房〈バンブーコミックス WINセレクション〉全3巻（『まんがライフWIN』2014年2月 - 2016年8月） - むうりあん名義。
  1. 2015年2月9日発売[5]、ISBN 978-4-8019-5083-2
  2. 2015年12月7日発売[6]、ISBN 978-4-8019-5418-2
  3. 2016年11月7日発売[7]、ISBN 978-4-8019-5673-5
- 『遊んで! まんがのお兄さん』アスキー・メディアワークス〈電撃コミックスNEXT〉全2巻（『コミック電撃だいおうじ』2015年Vol.21 - 2017年Vol.41） - むうりあん名義。
- 『みずまほ 〜水着になったら魔法を出せた！〜』小学館〈裏サンデーコミックス〉全2巻（『マンガワン』2018年8月14日 - 2019年7月30日） - むうりあん名義。
  1. 2019年2月12日発売[8]、ISBN 978-4-09-128827-1
  2. 2019年10月11日発売[9]、ISBN 978-4-09-129419-7
- 『妹はCIA』小学館〈裏サンデーコミックス〉全2巻（『マンガワン』2020年3月29日 - 2021年2月8日） - むうりあん名義。
  1. 2020年9月18日発売[10]、ISBN 978-4-09-850245-5
  2. 2021年4月12日発売[11]、ISBN 978-4-09-850502-9
- 『スク水宇宙人がみなさんにお伝えしたいことがあります！』竹書房〈バンブーコミックス〉全3巻（『WEBコミックガンマぷらす』2022年1月28日 - 2023年12月22日） - むうりあん名義。
  1. 2022年10月17日発売[12]、ISBN 978-4-8019-7878-2
  2. 2023年6月15日発売[13]、ISBN 978-4-8019-8077-8
  3. 2024年3月15日発売[14]、ISBN 978-4-8019-8283-3
- 『マコトと真琴』少年画報社〈YKコミックス〉全1巻（『ヤングコミック』2023年9月号[15] - 2024年11月号） - 無有利安 名義。
  - 2025年1月10日発売[16]、ISBN 978-4-7859-7850-1
- 『君とアポカリプス』秋田書店〈少年チャンピオンコミックス〉既刊2巻（『マンガクロス』2024年1月26日[17] - 2025年5月23日[18]） - むうりあん名義。
  1. 2024年12月6日発売[19][20]、ISBN 978-4-253-29736-3
  2. 2025年8月7日発売[21]、ISBN 978-4-253-29737-0

ライトノベル（イラスト）
- 『これが異世界のお約束です!』（著：鹿角フェフ、ポニーキャニオン〈ぽにきゃんBOOKSライトノベルシリーズ〉、全4巻） - むうりあん名義
  1. 2014年4月3日発売[22]、ISBN 978-4-86529-037-0
  2. 2014年6月3日発売[23]、ISBN 978-4-86529-047-9
  3. 2014年12月3日発売[24]、ISBN 978-4-86529-105-6
  4. 2015年4月3日発売[25]、ISBN 978-4-86529-123-0
- 『RE:これが異世界のお約束です!』（著：鹿角フェフ、ポニーキャニオン〈ぽにきゃんBOOKSライトノベルシリーズ〉） - むうりあん名義
  - 2017年7月17日発売[26]、ISBN 978-4-86529-272-5

その他
- 『4コマ公式アンソロジー とある科学の超電磁砲×とある魔術の禁書目録 3』（2013年3月27日発売[27]、アスキー・メディアワークス〈電撃コミックスEX〉、ISBN 978-4-04891-566-3） - むうりあん名義

### 成人向け
- 『モチモチヒメ。』（2009年7月24日初版発行[28]、茜新社〈TENMACOMICS RIN〉、ISBN 978-4-86349-087-1）
- 『お兄ちゃんとにゃん♥にゃん♥にゃん♥』 （2011年11月25日発売[29]、茜新社〈TENMACOMICS RIN〉、ISBN 978-4-86349-258-5）
- 『モチモチJCパラダイス』（2016年12月26日発売[30]、茜新社〈TENMACOMICS JC〉、ISBN 978-4-86349-603-3）

### 単行本未収録作品
- 好色少年 -COMIC LO 増刊- （茜新社）
  - ぼくと王子様（Vol.1 2012年2月25日）[31]
  - 君はエッチなメイドくん（Vol.2 2013年6月20日）[32]
- Juicy -COMIC LO 増刊- （茜新社）
  - 妖精さんと私（Vol.17 2017年2月27日）[33]
- オトコのコHEAVEN（メディアックス）
  - ハルカは俺のモノ（Vol.17 スク水×ブルマ×男の娘 2014年8月20日）[34]
- ぽにマガ（ポニーキャニオン）[35]
  - マンガでもこれが異世界のお約束です! 第1話（2014年6月12日更新）
  - マンガでもこれが異世界のお約束です! 第2話（2014年7月24日更新）
  - マンガでもこれが異世界のお約束です! 第3話（2014年8月7日更新）

むうりあん名義。鹿角フェフ著のライトノベルのコミカライズ。
現在は初出のサイトでの配信終了後は、ウェブコミック配信サイト『ソク読み』（デジタルカタパルト）で閲覧可能だったが、2018年1月時点ではいずれも閲覧不可能。